# 델타플렉스 아레나
델타플렉스 아레나(영어: DeltaPlex Arena)는 미국 미시간주 워커에 위치한 실내 경기장이다. 과거 IHL 그랜드래피즈 로키츠, 그랜드래피즈 올스의 홈경기장으로 사용했으면, 과거 G 리그 그랜드래피즈 골드의 홈경기장으로 사용했다.